# Ixora nigerica
Ixora nigerica är en måreväxtart som beskrevs av Ronald William John Keay. Ixora nigerica ingår i släktet Ixora och familjen måreväxter.

## Underarter
Arten delas in i följande underarter:
- I. n. nigerica
- I. n. occidentalis